# Hemlington
Hemlington är en stadsdel i Middlesbrough, i kommunen Borough of Middlesbrough, i grevskapet North Yorkshire, i England. Warden hade 6 568 invånare år 2021. Hemlington var en civil parish från 1866 till 1968 då den blev en del av Teesside. Civil parish hade 285 invånare år 1961. Byn nämndes i Domedagsboken (Domesday Book) år 1086, och kallades då Himeligetun/Himelintun.